# Písecká pahorkatina
Písecká pahorkatina je geomorfologický podcelek západní části Táborské pahorkatiny. Rozkládá se na ploše 1 139,8 km² v severní části Jihočeského kraje.
Písecká pahorkatina má členitý, erozně denudační reliéf. Ten je rozčleněný hluboce zaříznutými až kaňonovitými údolími Otavy, Vltavy, Lužnice a jejich přítoků (Židova strouha, Smutná, Lomnice, Hrejkovický potok) a na západě a východě také tektonickými poruchami. Střední výška oblasti je 443 metrů, nejvyšším bodem Písecké pahorkatiny a Píseckých hor je Velký Mehelník se 633 metry. Převažujícími horninami jsou granitoidy středočeského a moldanubického plutonu, metamorfované horniny moldanubika s četnými vložkami, místně se zde vyskytují i senonské a neogenní sedimenty.

## Členění
Písecká pahorkatina se dále dělí na šest geomorfologických okrsků:
- Mehelnická vrchovina (nejvyšší vrchol: Velký Mehelník 633 metrů)
- Zvíkovská pahorkatina
- Milevská pahorkatina
- Bechyňská pahorkatina
- Týnská pahorkatina
- Ševětínská vrchovina